# Mitra Kukar FC
Mitra Kutai Kartanegara Football Club w skrócie Mitra Kukar FC – indonezyjski klub piłkarski, grający w 2. lidze indonezyjskiej, mający siedzibę w mieście Tenggarong.

## Historia
Klub został założony w 1989 roku. W latach 90. klub zmienił nazwę Niac Mitra na Mitra Surabayain. W 1999 roku klub został przeniesiony do miasta Palangkaraya i zmienił nazwę na Mitra Kalteng Putra. W swojej historii klub trzykrotnie wygrywał mistrzostwo ligi Galatama w sezonach 1980/1982, 1982/1983 i 1987/1988. Raz, w sezonie 1988/1989, został jej wicemistrzem.

## Stadion
Domowe mecze klub rozgrywa na stadionie Aji Imbut w Tenggarong, który może pomieścić 35 tysięcy widzów.

## Sukcesy

### Domowe

#### Ligowe
- Galatama
  - mistrzostwo (3): 1980/1982, 1982/1983, 1987/1988
  - wicemistrzostwo (1): 1988/1989

#### Pucharowe
- Aga Khan Gold Cup
  - zwycięstwo (1):1979

## Skład na sezon 2015
| Nr | Poz. | Piłkarz                |
| -- | ---- | ---------------------- |
| 1  | BR   | Rivky Mokodompit       |
| 3  | OB   | Zulkifli Syukur        |
| 4  | OB   | Mahdi Fahri Albaar     |
| 5  | PO   | Hendra Ridwan          |
| 6  | PO   | Cristóbal              |
| 7  | NA   | Rachmat Afandi         |
| 8  | PO   | Gavin Kwan Adsit       |
| 10 | NA   | Jajang Mulyana         |
| 13 | OB   | Rudolf Yanto Basna     |
| 14 | OB   | Lopenda                |
| 15 | NA   | Dibyo Previan Caesario |
| 17 | NA   | Dinan Yahdian Javier   |
| 18 | PO   | Anindito Wahyu         |
| 22 | OB   | Michael Orah           |

| Nr | Poz. | Piłkarz               |
| -- | ---- | --------------------- |
| 23 | OB   | Ryuji Utomo Prabowo   |
| 24 | OB   | Diego Michiels        |
| 26 | PO   | Muhammad Bahtiar      |
| 27 | OB   | Dedi Gusmawan         |
| 29 | NA   | Septian David Maulana |
| 32 | NA   | Ishak Djober          |
| 33 | OB   | Syahrizal Syahbuddin  |
| 59 | BR   | Wawan Hendrawan       |
| 77 | PO   | Defri Rizky           |
| 81 | BR   | Ravi Murdianto        |
| 88 | PO   | Rizky Pellu           |
| 89 | PO   | Fajar Handika         |
| 99 | NA   | Yogi Rahadian         |
|    | OB   | Jorge Gotor           |